# Central (Louisiana)
Central ist eine Stadt in East Baton Rouge Parish im Bundesstaat Louisiana in den Vereinigten Staaten. Sie bildet eine Vorstadt von Baton Rouge. Das U.S. Census Bureau hat bei der Volkszählung 2020 eine Einwohnerzahl von 29.565 ermittelt.

## Geografie
Central befindet sich im östlich-zentralen Teil von East Baton Rouge. Es liegt zwischen zwei Flüssen mit dem Comite River an seiner Westgrenze und dem Amite River, der die Grenze zu Livingston Parish bildet. Diese beiden Flüsse fließen im unteren Teil der Stadt zusammen.

## Geschichte
Der Ort wurde 2005 zur Stadt erhoben und war davor ein Unincorporated place (gemeindefreies Gebiet).

## Demografie
Nach einer Schätzung von 2019 leben in Central 29.357 Menschen. Die Bevölkerung teilte sich im selben Jahr auf in 88,5 % Weiße, 8,5 % Afroamerikaner, 0,8 % Asiaten und 1,1 % mit zwei oder mehr Ethnizitäten. Hispanics oder Latinos aller Ethnien machten 2,7 % der Bevölkerung aus. Das mittlere Haushaltseinkommen lag bei 80.015 US-Dollar und die Armutsquote bei 5,7 %.